# Darabad (Afeganistão)
Darabad é uma cidade do Afeganistão, localizada na província de Balkh.